# Partizasfora
Partizasfora (em armênio: Պարտիզաց փոր; romaniz.: Partizac’p’or, lit. "Garganta de Partez"), segundo a Geografia de Ananias de Siracena (século VII), foi um gavar (cantão) da província de Taique, na Armênia. Ao lado de Bolca e Berdasfora, formava o principado de Chaque, que entre o fim do século VI e começo do VII pertenceu ao Império Bizantino e foi incorporado na província da Armênia Profunda. Com 662 quilômetros quadrados, estava centrado na vila de Bardiz. Em 591, o imperador Maurício recebeu vastas porções da Armênia sassânida em compensação da ajuda militar prestada ao xainxá Cosroes II (r. 590–628). Todos os distrito que compunham Taique foram incluídos na província recém-fundada da Armênia Profunda.